# Врангель, Маргарита Карловна
Маргарита Карловна Врангель (1876/1877 — 1932) — российско-немецкий химик. Первая женщина-профессор в немецком университете.

## Биография
Родилась в Москве в семье полковника Российской императорской армии Карла Фабиана барона фон Врангеля (1839—1899), женатого на своей дальней родственнице баронессе фон Врангель (1843—1927). Семье приходилось часто переезжать и Маргарите пришлось учиться в Москве и Уфе, а когда в 1888 году её отец был переведён по службе в Ревель, Маргарита Врангель стала посещать там немецкую женскую школу. Её склонности, математика и естественные предметы, проявились рано. В 1894 году школа была окончена с дипломом учительницы. В течение нескольких лет она давала частные уроки; также занималась живописью и писала рассказы.
Посещение Грайфсвальдского университета стало поворотным в её жизни. Весной 1904 года она поступила в Тюбингенский университет. В 1909 году она блестяще защитила диссертацию «Isomerieerscheinungen beim Formylglutaconsäureester und seinen Bromderivaten» (нем.) и работала у нобелевских лауреатов Уильяма Рамзая в Лондоне и Марии Склодовской-Кюри в Париже. Вернувшись домой в конце 1912 года, она возглавила опытную станцию Крестьянского союза Эстонии. В феврале 1918 года была арестована большевиками. По воспоминаниям Врангель, у нее при обыске обнаружили «склад оружия» (это была отцовская коллекция) и «компрометирующие» письма из Германии, которые она писала в 1904—1909 годах, будучи студенткой Тюбингенского и Лейпцигского университетов. Врангель писала, что ее вместе с другими арестованными женщинами вели по улицам Ревеля, делая при этом частые остановки, чтобы матросы и солдаты могли проводить митинги. Ораторы указывали на этих «аристократок», веками угнетавших простой народ. Арестованных женщин (около 200 человек) разместили за пределами города в одном из цехов судостроительного завода, в подвале которого находился минный склад. Там они находились под арестом. По вечерам женщины устраивали мероприятия, в том числе песенные представления, а баронесса Врангель прочла доклад о научных открытиях немецких ученых в области агрохимии. После освобождения немецкими солдатами, Маргарита Врангель оказалась в Германии, а именно в Гогенгеймском университете, поскольку его тогдашний директор и будущий министр экономики страны профессор Герман Вармбольд знал её ещё по Ревелю и очень ценил.
Маргарита Врангель защитив вторую диссертацию, получила должность приват-доцента. В 1923 году Вюртембергское министерство, к огромному недовольству учёных-мужчин, назначило её профессором кафедры питания растений Гогенгеймского университета и директором одного из институтов, занимавшихся проблемами растениеводства. Отношения с коллегами у неё были неоднозначными: одни обвиняли Врангель в высокомерии, другие восхищались её юмором, самоиронией и добротой.
В ряде европейских стран в начале XX века женщины-профессора не могли быть замужними. Но когда в 1928 году М. Врангель вышла замуж за Владимира Андроникова, друга детства, которого считала погибшим, для неё было сделано одно из первых исключений: она получила разрешение продолжать преподавание и руководство институтом.
В течение многих лет она поддерживала деньгами и посылками своих прибалтийских родственников. На установленном после её смерти памятнике, начертано: 

Я жила с цветами, я прикладывала ухо к земле, и мне казалось, что цветы были рады рассказывать мне что-то о тайнах их роста…